# Alcides aurora
Alcides aurora é uma mariposa, ou traça, diurna da família Uraniidae, encontrada em Nova Guiné; com o seu tipo nomenclatural coletado em Nova Bretanha (no Arquipélago de Bismarck) pelo reverendo George Brown, que lá esteve no ano de 1875. Foi classificada na publicação Proceedings of the Scientific Meetings of the Zoological Society of London por Osbert Salvin e Frederick du Cane Godman em 1877; que apontaram, por ocasião, a sua semelhança com Alcides metaurus. Esta espécie é aparentada com Chrysiridia rhipheus, conhecida por Rainha-de-Madagáscar e considerada a mariposa mais bonita do mundo.

## Descrição
Alcides aurora possui asas de um tom enegrecido, vista por cima, desde o seu ápice até a metade de sua asa anterior, com uma faixa de tonalidade azul-esverdeada, com nuances de amarelo, delimitando outra área escura; que se estende para a asa posterior, próxima do corpo do inseto. Na asa posterior, os tons claros prevalecem, junto com uma característica área de coloração amarela e rosada próxima ao final das asas. Não possuem caudas vistosas na metade inferior das asas posteriores ou contornos de tonalidade branca em suas bordas irregulares, como em outras espécies do gênero Alcides.

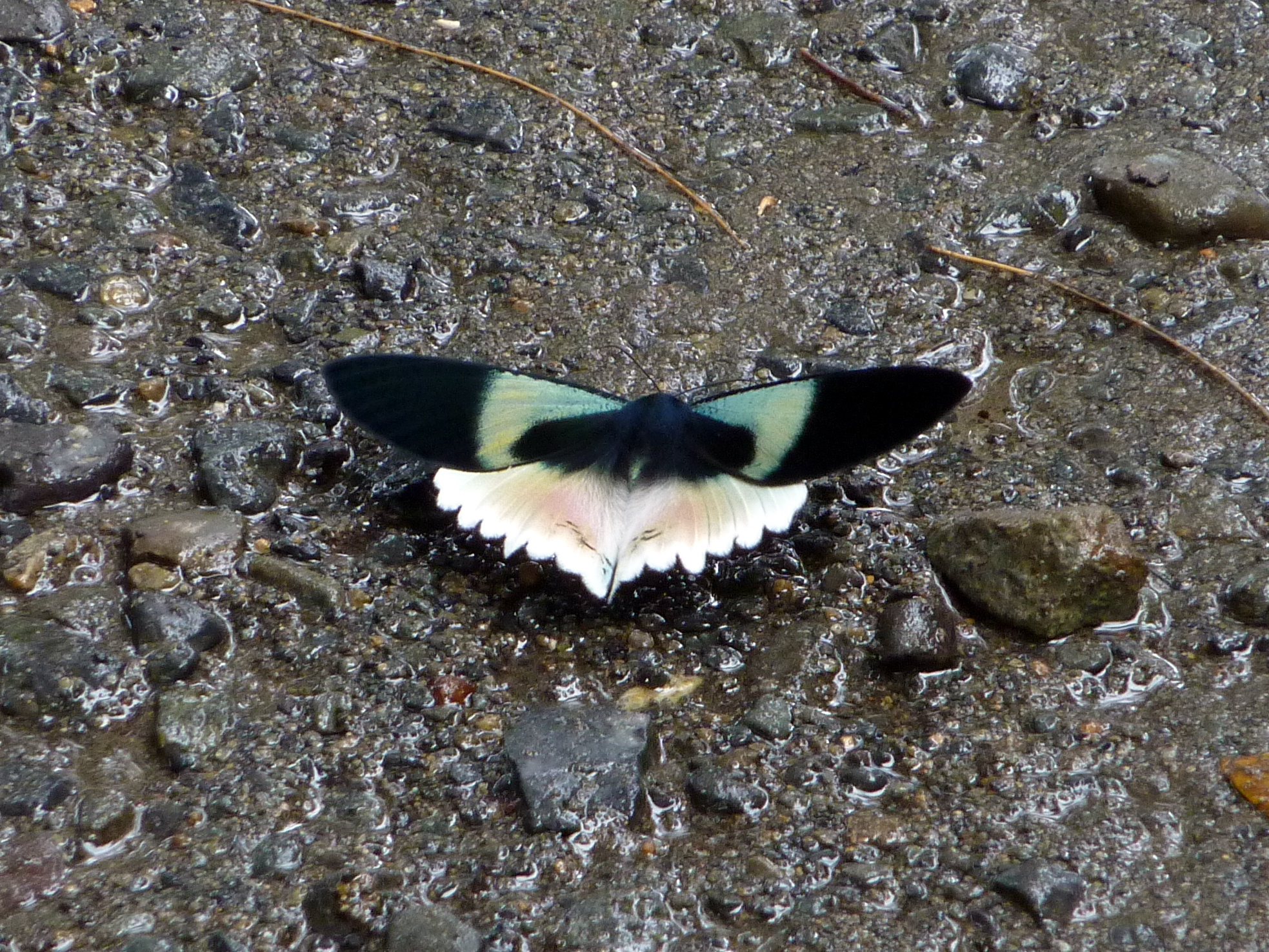
Fotografia de Alcides aurora em área úmida na região de Kimbe, Papua-Nova Guiné.

## Dimorfismo sexual
Em Alcides aurora ocorre o dimorfismo sexual, pois suas fêmeas têm, em suas asas posteriores e em suas margens, um desenho rendilhado em negro.

## Alimentação das lagartas e defesa
Lagartas de mariposas do gênero Alcides alimentam-se de plantas da família Euphorbiaceae, cujo nível de toxinas acumuladas acaba por afastá-las de predação em sua fase adulta.